# 赵咏山
赵咏山（1938年—），男，北京人，中国作曲家，一级作曲，曾任中央民族乐团副团长、艺术副总监。